# Площа Іцхака Рабина
32°04′51″ пн. ш. 34°46′50″ сх. д. / 32.080833333333° пн. ш. 34.780555555556° сх. д.
Площа Іцхака Рабина (івр. כיכר רבין), раніше називалася «Площа Царів Ізраїлю» (івр. כיכר מלכי ישראל) — площа в центрі Тель-Авіву, названа в 1995 році на честь прем'єр-міністра Ізраїлю Іцхака Рабина, убитого на цій площі 4 листопада 1995 року.
З північного боку площі розташована будівля мерії Тель-Авіва, зі сходу площа обмежена вулицею Ібн Габіроль, з півдня — вулицею Фришман, а із заходу — бульваром Бялика. Планування площі розробили в 1964 році архітектори Яскі та Александроні.

## Історія

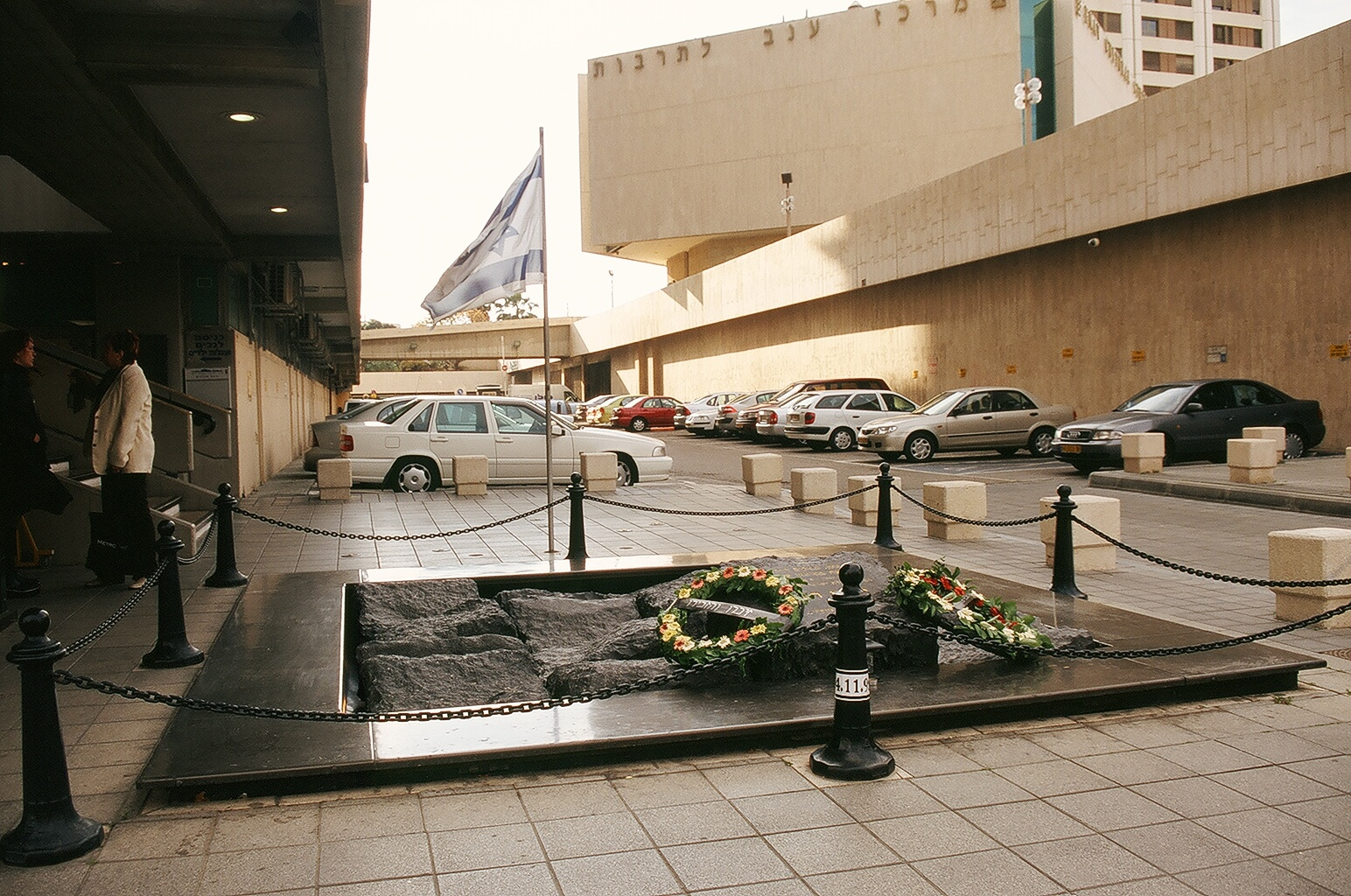
Меморіал на місці вбивства Рабина

До початку 1990-х років включно на площі організовували святкування Дня незалежності Ізраїлю, під час якого проходили паради  Армії оборони Ізраїлю. Площа також була місцем багатьох політичних мітингів і демонстрацій, зокрема, у вересні 1982 року на площі проходила 400-тисячна демонстрація протесту проти участі Ізраїлю в різанині в Сабрі і Шатілі.
4 листопада 1995 року під час проведення мітингу на площі був убитий прем'єр-міністр Ізраїлю Іцхак Рабин. Після його загибелі тисячі ізраїльтян приходили на площу вшанувати пам'ять І.Рабина і запалювали поминальні свічки.
На місці загибелі Іцхака Рабина (в північно-східному куті площі, біля мерії) встановлено пам'ятник (на фото). Ближче до південного краю площі встановлено меморіал на згадку жертв Голокосту роботи скульптора Ігаля Тумаркин.

## Плани реконструкції площі
Ще на рубежі 1990-х — 2000-х років жителі міста Тель-Авів неодноразово висловлювали критичні зауваження щодо зовнішнього вигляду площі, і були розроблені плани її реконструкції (частково затверджені), які передбачали модернізацію будівлі мерії і будівництво великого підземного паркувального комплексу під площею для вирішення проблеми парковки в цьому районі. Ці плани викликали заперечення з боку опозиції, яка вимагала збереження історично сформованого вигляду площі. Під тиском опозиції запланована реконструкція була відкладена.